# Lione
Lione (AFI: /liˈone/; in francese Lyon, AFI: /ljɔ̃/; in francoprovenzale Liyon, AFI: /ʎɔ̃/; in occitano Lion, AFI: /lju/) è una città della Francia sud-orientale, capoluogo della metropoli di Lione e della regione Alvernia-Rodano-Alpi.
È la terza città più popolosa della Francia dopo Parigi e Marsiglia, con 516 092 abitanti nel piccolo territorio comunale, ma, considerando l'area metropolitana (agglomerato urbano e suburbano metropolitano), è seconda dopo la capitale, con una popolazione di 2 323 221 abitanti. La città sorge alla confluenza del Rodano e della Saona ed è composta da un centro storico (Vieux Lyon, Fourvière, Saint Jean) e da un centro più moderno con la Place des terreaux, la Place Bellecour e la Rue de la République sulla Penisola, quartiere tra Rodano e Saona.
I suoi abitanti si chiamano lionesi (in francese Lyonnais /ljɔˈnɛ/). Il motto della città è Avant, Avant, Lion le melhor, in lingua lionese "Avanti, avanti, Lione la migliore".

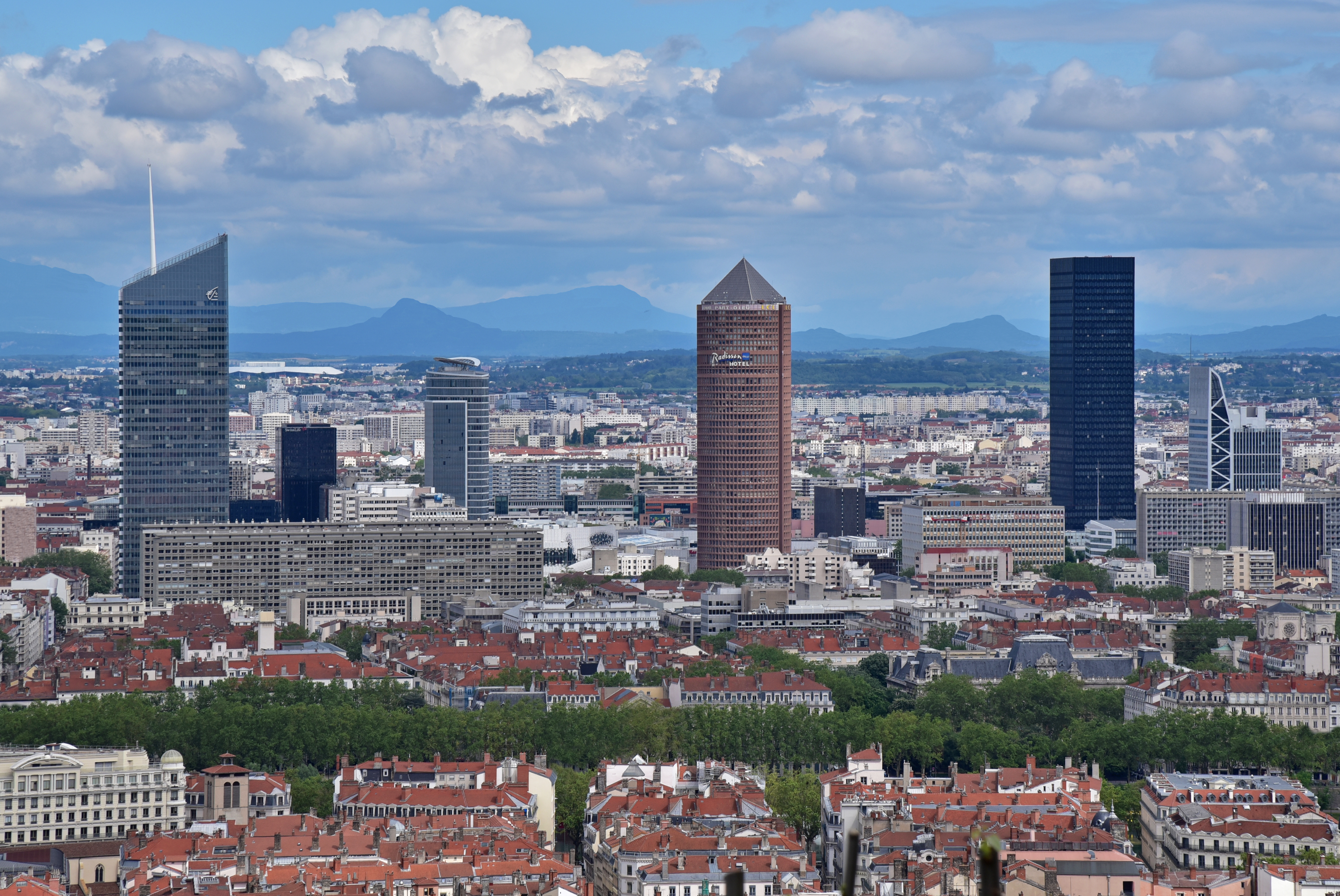
Skyline della città di Lione.

## Geografia

### Territorio
Lione è situata alla confluenza della Saona con il Rodano. È circondata ad una serie di altopiani: ad ovest l'altopiano cristallino, propaggini orientali del Massiccio Centrale, a nord delle propaggini meridionali dell'altopiano di Dombes e ad est dagli altipiani del Basso Delfinato. Lione e la sua regione si trovano in uno snodo cruciale dell'Europa occidentale, dove s'intersecano l'asse che unisce il mare del Nord al mar Mediterraneo con quello che connette l'Europa orientale con l'oceano Atlantico.
La città si trova in linea d'aria a 26 chilometri da Vienne a sud, su strada 54 km da Saint-Étienne, 106 km da Grenoble, 151 km da Ginevra, 306 km da Torino, 313 km da Marsiglia, 441 km da Milano, 463 km da Parigi, 333 km da Basilea, 495 km da Strasburgo, 537 km da Tolosa, 637 km da Barcellona, 684 km da Nantes, 698 km da Francoforte sul Meno, 737 km da Monaco di Baviera e 972 km da Brest.

### Clima
Lione ha un clima semi-continentale con influenze mediterranee. L'inverno è freddo con possibili nevicate. L'estate è molto calda.
| Lione              | Mesi | Mesi | Mesi | Mesi | Mesi | Mesi | Mesi | Mesi | Mesi | Mesi | Mesi | Mesi | Stagioni | Stagioni | Stagioni | Stagioni | Anno |
| Lione              | Gen  | Feb  | Mar  | Apr  | Mag  | Giu  | Lug  | Ago  | Set  | Ott  | Nov  | Dic  | Inv      | Pri      | Est      | Aut      | Anno |
| ------------------ | ---- | ---- | ---- | ---- | ---- | ---- | ---- | ---- | ---- | ---- | ---- | ---- | -------- | -------- | -------- | -------- | ---- |
| T. max. media (°C) | 7,2  | 7,6  | 13,3 | 16,7 | 20,8 | 25,6 | 28,3 | 28,6 | 23,3 | 18,3 | 12,7 | 7,5  | 7,4      | 16,9     | 27,5     | 18,1     | 17,5 |
| T. min. media (°C) | 1,2  | 1,6  | 3,8  | 6,5  | 10,6 | 15,2 | 17,3 | 17,7 | 13,5 | 8,6  | 4,2  | 1,6  | 1,5      | 7,0      | 16,7     | 8,8      | 8,5  |

## Storia

### L'antichità di Lione

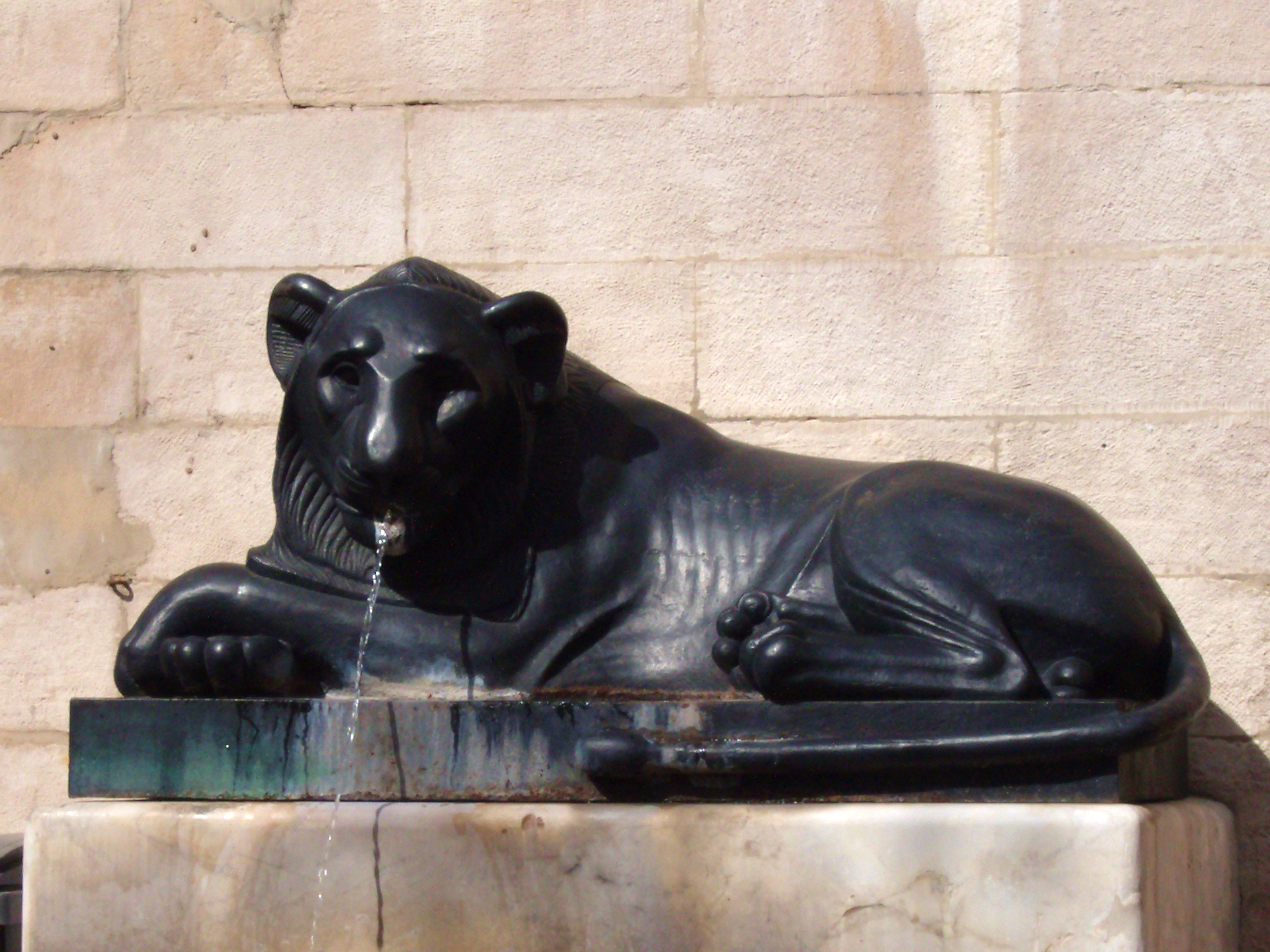
Il leone, molto rappresentato in città, il simbolo principale di Lione da secoli.

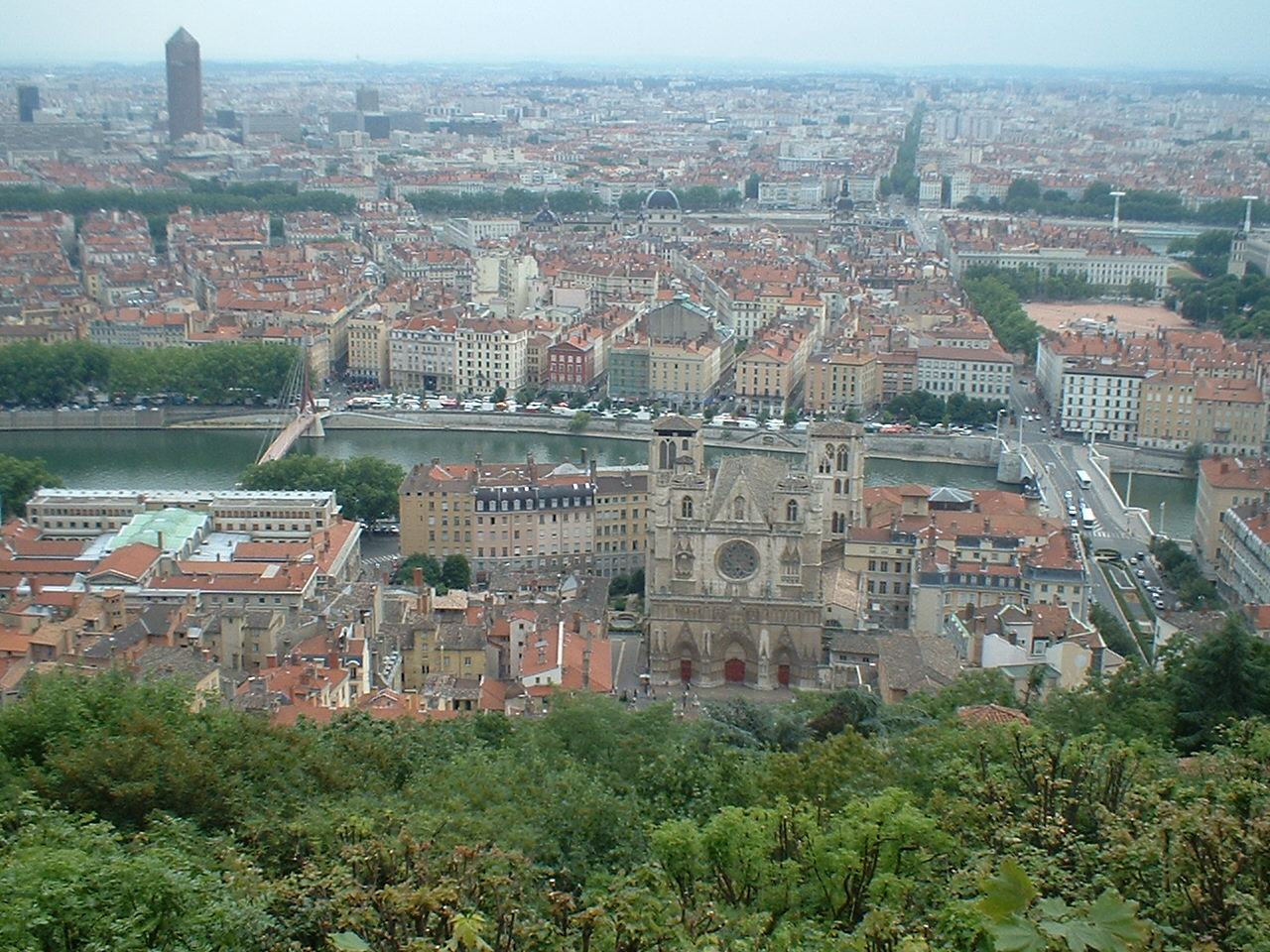
Vista del centro storico dalla collina di Fourvière che domina la città da ovest.

Secondo la leggenda, Lione fu fondata dal re Atepomaro e dal druido Momoro. Gli scavi realizzati nel quartiere di Vaise hanno dimostrato che il sito era occupato ben prima della fondazione della città romana: nel VI secolo a.C. un insediamento gallico si trovava sulle colline ad ovest del fiume Saona, e commerciava con il mondo mediterraneo.
La città romana fu fondata nel 43 a.C., dal luogotenente di Giulio Cesare, Lucio Munazio Planco, incaricato dal Senato romano su proposta di Cicerone. Egli ne tracciò i confini con un aratro, sulla collina di Fourvière (Forum Vetus) e le diede il nome di Lugdunum, ossia "fortezza del dio Lugus", la suprema divinità dei Galli, probabilmente sul luogo di un precedente accampamento militare che era servito di base alla spedizione gallica di Cesare. L'evento fu commemorato con il conio di una moneta.
Lo sviluppo della città fu favorito dalla sua posizione, sulla via di accesso dall'Italia, alla confluenza della Saona (Arar) e del Rodano e dal suo statuto di colonia romana. In occasione della divisione del territorio gallico in tre province in aggiunta alla già esistente Gallia Narbonense, nel 27 a.C., Lione divenne capitale della "Gallia Lugdunense". Sulle pendici della collina di Croix-Rousse si innalzò il santuario federale delle tre province galliche, dove ogni anno si radunavano i delegati delle tribù galliche per celebrare il culto di Roma e dell'imperatore regnante.

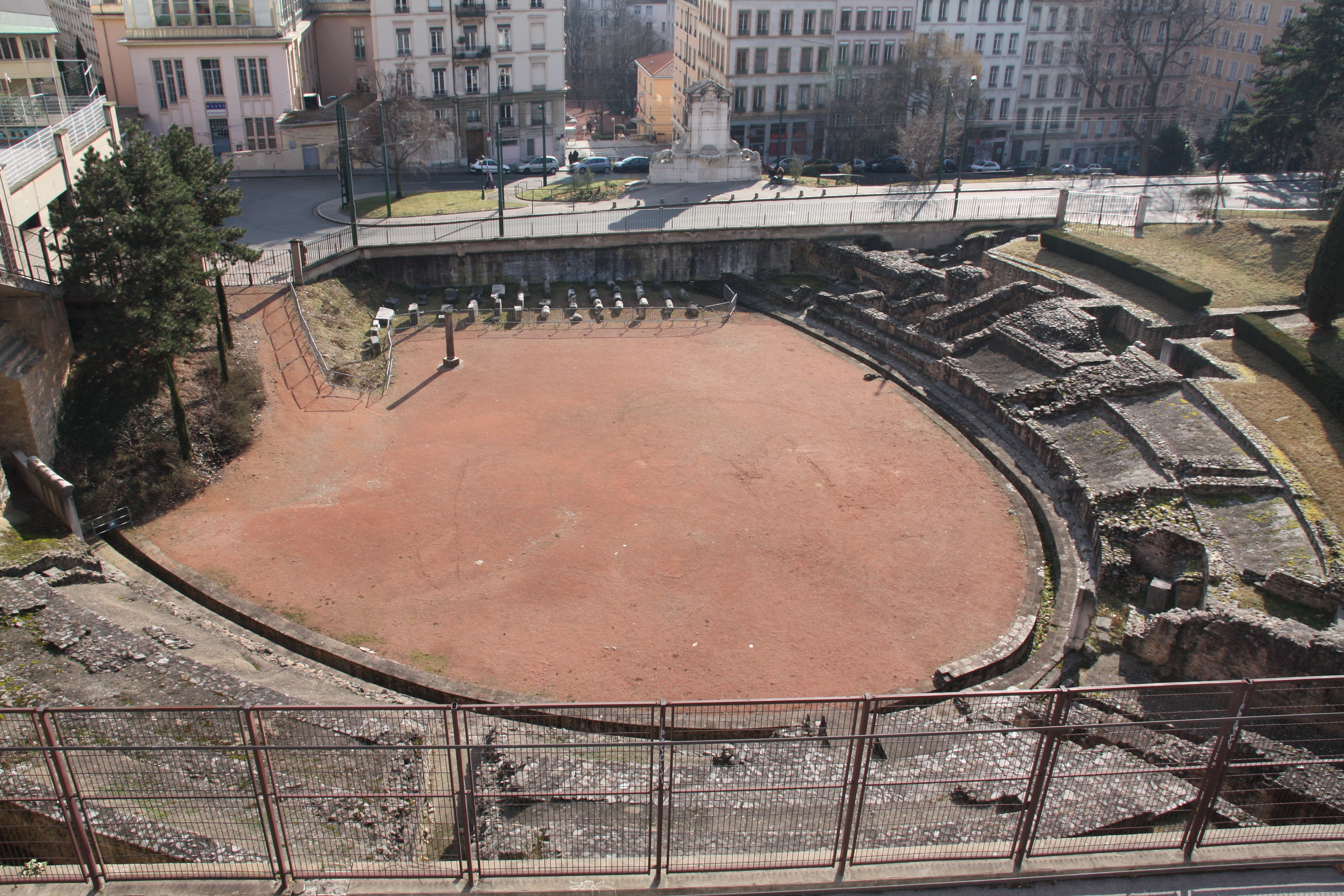
Resti dell'anfiteatro delle Tre Gallie.

Nacquero a Lugdunum gli imperatori Claudio, nel 10 a.C., e Caracalla, nel 188. Lione, in epoca romana, era una delle due destinazioni della via delle Gallie, strada romana consolare fatta costruire da Augusto per collegare la Pianura Padana con la Gallia.
Nel 65 Lugdunum, in un solo giorno, venne pressoché distrutta dalle fiamme. L'imperatore Nerone decretò l'immediato invio di soccorsi e di cospicui sussidi. Probabilmente a causa dei mancati effetti di tali sussidi, e sospettando che fossero finiti nelle borse di avidi potentati, Nerone decise di effettuare un censimento della provincia per migliorare l'imposizione fiscale e riequilibrare le sorti della popolazione.

Lione dimostrò sempre una grande devozione nei confronti di Nerone, inviando un contributo di quattro milioni di sesterzi in occasione del grande incendio di Roma del 64 e rifiutandosi nel 68 di unirsi alla rivolta aristocratica contro l'imperatore.
La cristianizzazione avvenne precocemente: san Potino, primo vescovo della diocesi di Lione, e santa Blandina, martirizzati nel 177 sotto Marco Aurelio, figurano tra i primi martiri della città. Sant'Ireneo successe a san Potino e fu uno dei primi teologi cristiani. Lione era un importante centro culturale cristiano e nel VI secolo vi nacque Sidonio Apollinare.

### Medioevo
Dei Burgundi, scampati alla distruzione di Worms da parte degli Unni, nel 437 si installarono nella città per concessione di Flavio Ezio e nel 461 ne fecero la loro capitale.
Occupata da Carlo Martello nel 732, dopo la morte di Carlo Magno passò a Lotario insieme al territorio ad est della Saona. Appartenne alla Lotaringia e al Sacro Romano Impero fino al XIV secolo, quando fu inserita nel regno di Francia e i re francesi ne fecero il centro delle loro attività rivolte verso l'Italia.
La città restava di dimensioni modeste, ma si distinse in campo religioso, tanto che il suo vescovo fu elevato al rango di primate di Gallia da papa Gregorio VII nel 1078. Nel XIII secolo vi si tennero due concili. Si è spesso fatto riferimento a Vaulx-en-Velin come il luogo di nascita di Valdo di Lione.
Oggi, esiste una via a Lione che porta il suo nome, nel 5ème arrondissement (rue Pierre-Valdo).

### Rinascimento ed epoca moderna
Lo sviluppo economico maggiore si ebbe a partire dal XVI secolo, con l'arrivo dei banchieri fiorentini e di mercanti, attirati dalle franchigie regie e dalle fiere che vi si tenevano quattro volte l'anno. Vi si sviluppò in particolare il commercio della seta. Di quest'epoca restano numerosi immobili di stile rinascimentale, che testimoniano la ricchezza della città.
Il periodo di maggiore prosperità terminò con le guerre di religione: Lione risentì in modo particolare dei massacri della notte di san Bartolomeo nel 1572 e della spedizione del barone des Adrets. La città riuscì a riprendersi, ma senza raggiungere più il prestigio del periodo precedente.
Il XVII secolo fu comunque un'epoca tranquilla e di grande fasto: regnava la tolleranza e la città si abbellì con la costruzione del nuovo municipio (Hôtel de Ville). La sua fedeltà alla Corona durante la Fronda le valse le elargizioni reali. Alla fine del secolo l'industria della seta ne aveva assorbito gran parte delle forze economiche, mentre commercio ed attività bancarie erano state lasciate ai ginevrini e agli svizzeri.
Nel XVIII secolo proseguì il periodo di tranquillità e si videro altre importanti costruzioni, come quelle di Soufflot (Hôtel Dieu e Loggia del Cambio).

### La Rivoluzione francese
Durante la Rivoluzione francese, nel 1793 Lione prese posizione a favore dei realisti e dei girondini, e si sollevò contro la Convenzione: subì prima di arrendersi un assedio di più di due mesi e una feroce repressione: la città prese il titolo di "Città liberata" e circa 2 000 persone furono fucilate o ghigliottinate, mentre diverse residenze private furono distrutte, soprattutto presso piazza Bellecour.
La presa di potere da parte di Napoleone Bonaparte fu salutata con favore, come fine del periodo oscuro e ritorno alla pace civile, ma sotto l'impero napoleonico si accentuò ancor più il centralismo. Nel 1815 Lione fu occupata dall'armata austro-sarda al termine della campagna per la città.

### La rivoluzione industriale

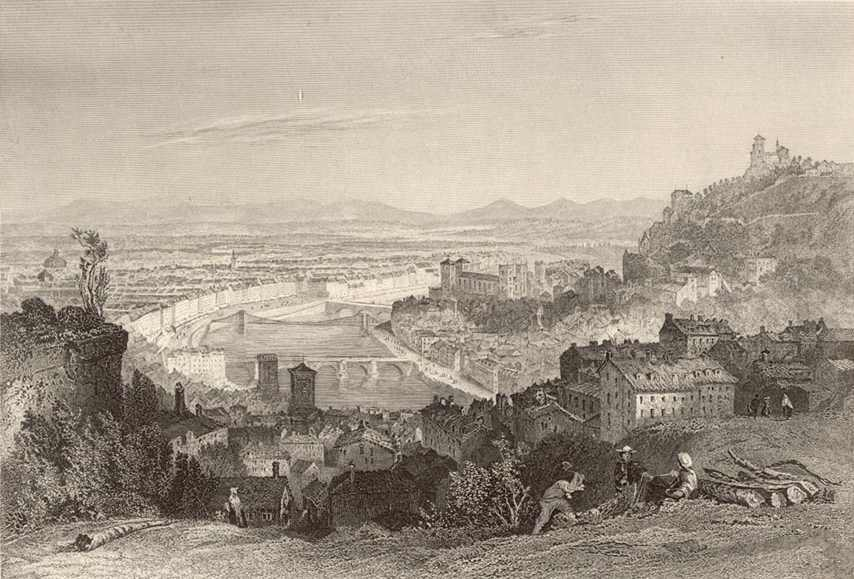
Stampa di Lione nel 1869

Grazie alle competenze ereditate dall'industria della seta, la città partecipò alla rivoluzione industriale con le sue manifatture tessili e nel XIX secolo era un importante centro industriale.
La meccanizzazione comportò grandi lotte sociali, con insurrezioni come la "rivolta dei canut" (operai setaioli), nel 1831.
Nel 1832 fu collegata per mezzo di una delle più antiche ferrovie alla vicina città di Saint-Étienne.

### La seconda guerra mondiale
Durante la seconda guerra mondiale, essendo situata nel territorio della Repubblica di Vichy, che non venne occupata dai nazisti fino al novembre del 1942, accolse inizialmente molti rifugiati.
Dopo l'occupazione nazista, divenne un centro della Resistenza francese, favorita in questo dai molti passaggi coperti interni agli edifici (traboules), che permettevano di sfuggire più facilmente agli occupanti tedeschi. La città venne bombardata dall'aviazione alleata il 26 maggio del 1944, poco prima della sua liberazione.
Il Centro per la Storia della Resistenza e della Deportazione (Centre d'histoire de la résistance et de la déportation) è un museo a Lione. Situato sull'ex sito di una scuola sanitaria militare francese (École de Santé Militaire) e inaugurato nel 1992, racconta la Resistenza francese e la deportazione degli ebrei nella seconda guerra mondiale, il museo mostra anche le storie dei combattenti della Resistenza (Maquis) contro i tedeschi, il regime di Vichy sotto il maresciallo Philippe Pétain e di importanti leader della resistenza, in particolare Charles de Gaulle.

Centro per la Storia della Resistenza e della Deportazione

### Evoluzione recente

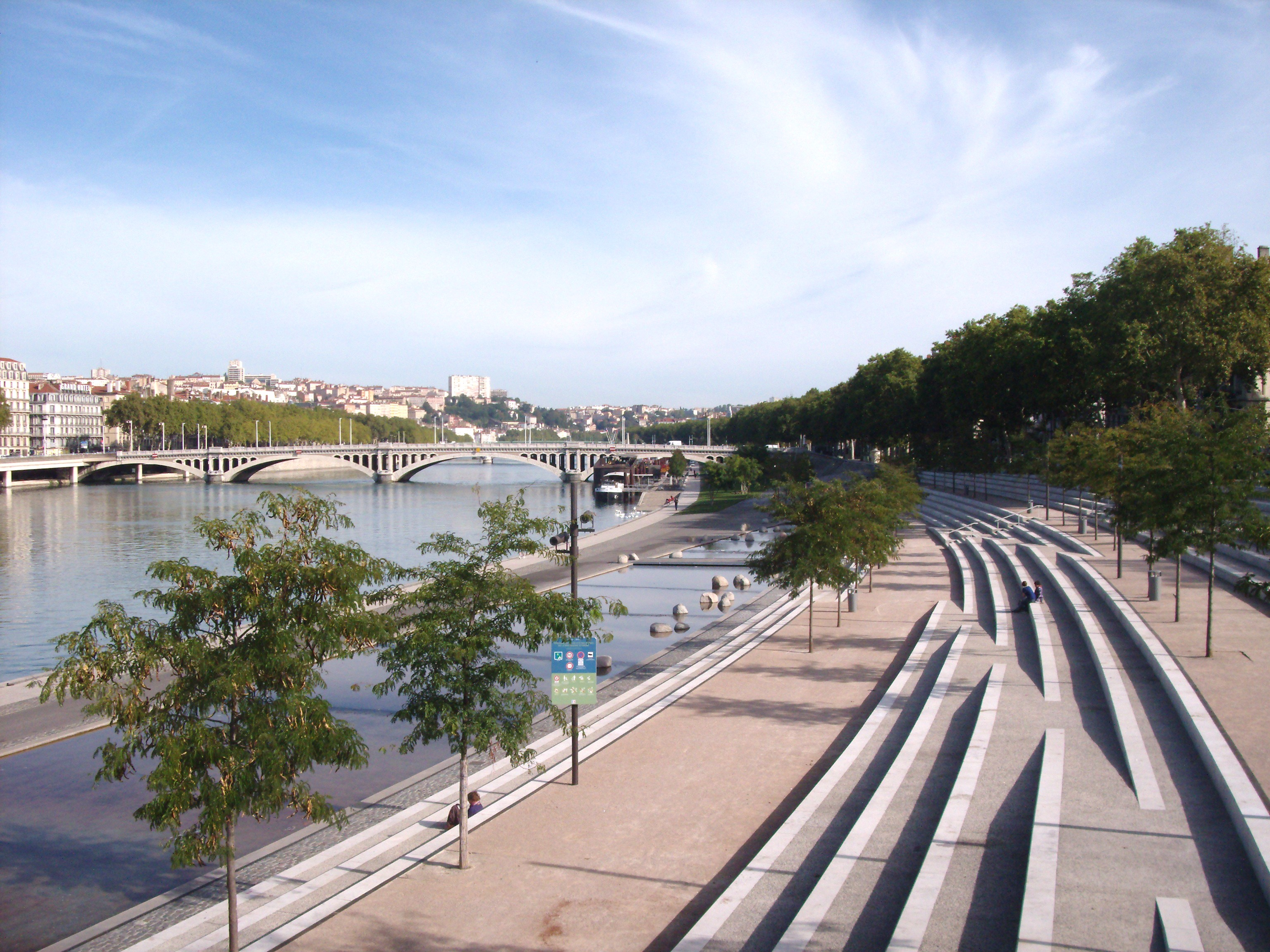
Lione dalle rive del Rodano nel 2007 verso il ponte detto Guillotierre

Negli anni 1960 come nel resto della Francia, crebbe grandemente il numero degli abitanti e furono costruiti nuovi quartieri di abitazione in periferia: La Duchère per accogliere i rimpatriati dall'Algeria (Pieds-Noirs), Mermoz, Rillieux.
La modernizzazione venne attuata con grandi lavori urbanistici, come la costruzione di un quartiere affaristico a La Part-Dieu (oggi secondo CBD della Francia, dietro a Parigi La Defense), il tunnel che oltrepassa la collina di Fourvière e la costruzione della metropolitana (inaugurata nel 1978).
Per canalizzare l'espansione urbana fu decisa nel 1970 la creazione di una nuova città a L'Isle-d'Abeau, che attualmente raggiunge più di 40 000 abitanti e raggruppa cinque comuni. Nel 1975 fu costruito l'aeroporto di Lione Saint Exupéry a Satolas.

## Monumenti e luoghi d'interesse

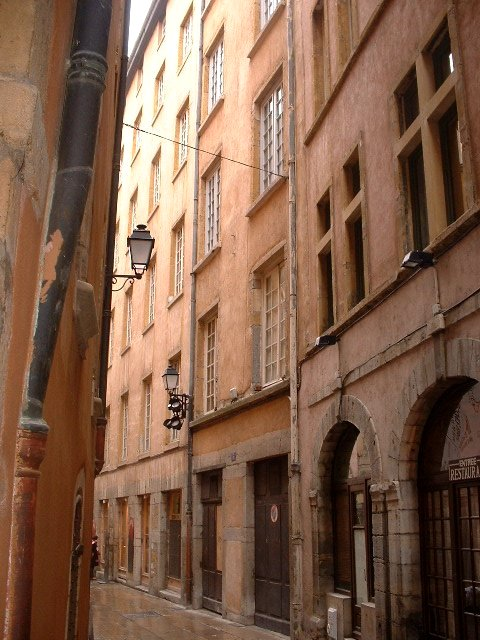
Una via della città vecchia.

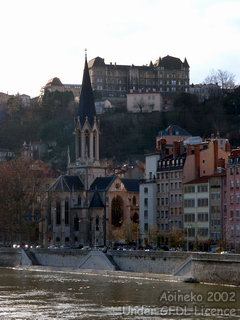
La città vecchia vista da La Croix-Rousse.

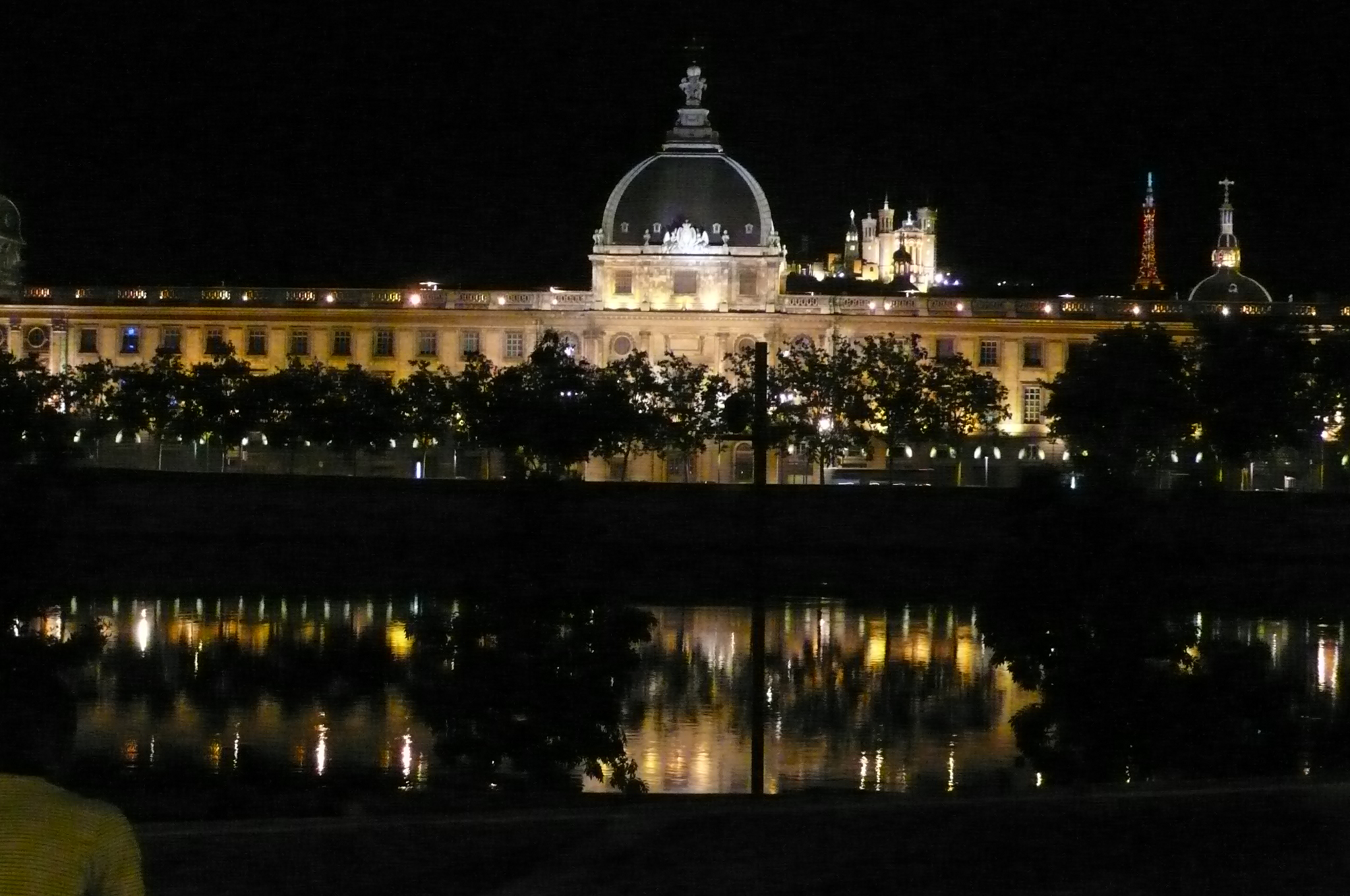
Panorama notturno visto dalla riva est del Rodano.

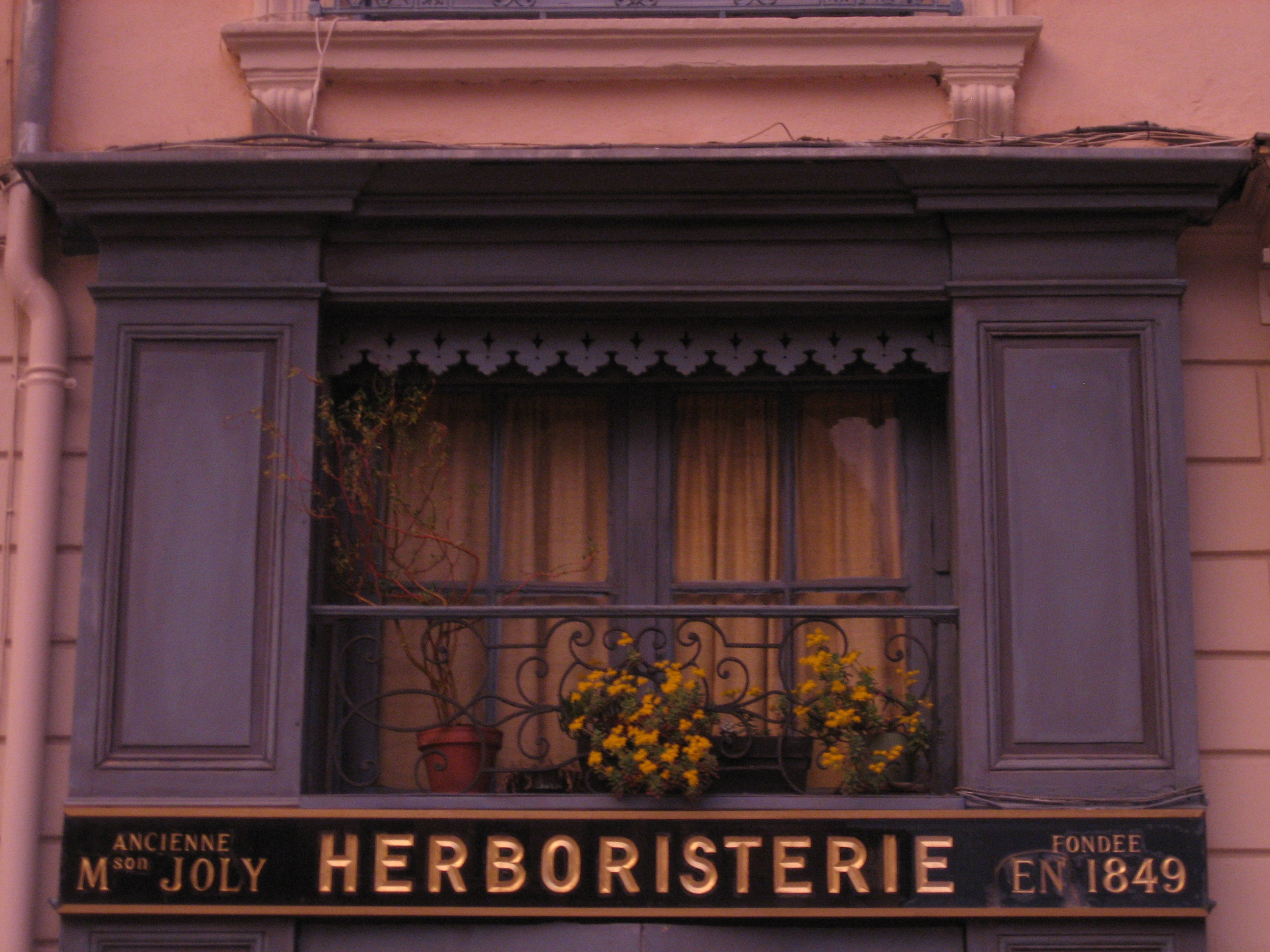
Antica erboristeria a Lione.

500 ettari di Lione sono stati classificati dall'UNESCO nel 1998 patrimonio mondiale dell'umanità. La città è membro dell'organizzazione delle città del patrimonio mondiale (OWHC).

### Edifici civili e luoghi particolari
- Il Rodano e la Saona, attraversati da numerosi ponti e passerelle; alla loro confluenza sorge il quartiere della Presqu'île.
- Il teatro antico di Fourvière e l'anfiteatro gallo-romano, dove si svolgono regolarmente concerti.
- Il quartiere della Croix-Rousse.
- Quartiere storico rinascimentale della vecchia Lione.
- La Part-Dieu secondo quartiere affaristico della Francia (e il suo grattacielo del Crédit Lyonnais).
- L'Hôtel de Bullioud o Casa d'Henri IV con la galleria Philibert Delorme.
- Il municipio di Lione sulla place des Terreaux.
- La place Bellecour, quarta piazza più grande di Francia, con una statua equestre di Luigi XIV.
- L'Hôtel-Dieu, ospedale che si estende per 400 metri sulle rive del Rodano.
- Le Traboule, passaggi all'interno di edifici.
- L'Opéra National, restaurata da Jean Nouvel.
- Il più grande parco della città: il Parc de la Tête d'Or.
- La Torre metallica di Fourvière, punto più alto della città.
- Lo Stadio di Gerland, dove ha giocato l'Olympique Lyonnais, squadra di calcio, costruito da Tony Garnier.
- La Halle Tony Garnier, parte dello stadio Gerland trasformata in sala multiuso.

### Patrimonio religioso
- Basilica di Saint-Martin d'Ainay
- La cattedrale primaziale di Saint-Jean-et-Saint-Étienne nella Vecchia Lione, dove tuttora a volte si segue il rito gallicano. L'arcivescovo di Lione è il vescovo dei Galli, primo vescovo di Francia.
- Chiesa di San Giorgio nel quartiere St Georges, vicino alla Place Benoît-Crépu
- Chiesa di Saint-Bonaventure, chiesa dei Cordeliers (Francescani)
- Chiesa di Saint-Nizier
- Chiesa di San Bruno della Certosa nel quartiere de La Croix-Rousse
- La Basilica di Notre-Dame de Fourvière dedicata all'Immacolata Concezione. La sua costruzione è cominciata circa un secolo fa.
- Chiesa di San Paolo

### Architettura del XX secolo
- Il mercato di Tony Garnier, vecchio luogo di parcheggio degli animali destinati ai mattatoi de la Mouche, riconvertita in sala di spettacoli.
- La Tour Part-Dieu, chiamata "la matita" dai lionesi e sede del Crédit Lyonnais.

### Urbanesimo contemporaneo
- La casa del libro, dell'immagine e del suono - progettata e costruita da Mario Botta (Villeurbanne).
- La Cité Internationale (1983-2006), che fiancheggia il Parco della Tête d'Or, vecchia sede della fiera di Lione, che è un polo terziario, culturale e turistico che raccoglie uffici, sale di conferenze, hotel, casinò, musei e cinema. Quest'insieme è opera dell'architetto italiano Renzo Piano e del paesaggista Michel Corajoud.
- L'École normale supérieure lettres et sciences humaines (ENS-LSH), costruita e progettata da Henri Gaudin.
- Stazione ferroviaria dell'aeroporto, (1997), progetto dell'architetto Santiago Calatrava.
- Progetti urbani della confluenza del Rodano e del Saona, al sud delle penisole. (Zona Confluence)

### Arte contemporanea in pubblico spazio
- Daniel Buren - «Sens dessus dessous» - Installazione parcheggio Célestins, 1991.
- Jeong Hwa Choi - «Flower Tree», bacino del Rodano, 2003.
- Guillaume Bottazzi - «senza titolo», Vaise, 2006.
- Tadashi Kawamata - «La Double Rampe», bacino della Saona, 2013.

## Società

### Evoluzione demografica
Abitanti censiti
Comune:
Area metropolitana:

## Cultura

### Istruzione

#### Studi superiori
Più di 100 000 studenti frequentano le cinque università e i numerosi istituti superiori. Ecco la lista dell'università della città:
- Lione I: Università Claude Bernard Lione I (UCBL)
  - circa 28 000 studenti
  - scienze e salute
- Lione II: Università Lumière
  - circa 30 000 studenti
  - lettere, scienze umane
- Lione III: Università Jean Moulin
  - + 20 000 studenti
  - giurisprudenza, economia, Institut d'Administration des Entreprises, scienze politiche, lingue e letteratura, storia e filosofia
- Università cattolica di Lione
  - circa 3 000 studenti
- École nationale des travaux publics de l'État (ENTPE)
  - circa 800 studenti
- École Nationale Supérieure d'Architecture de Lyon (ENSAL)
  - circa 600 studenti
- Institut universitaire de formation des maîtres (IUFM)
  - circa 4 400 studenti
- Emlyon Business School
  - È una grande ecole e business school molto conosciuta in Francia, fondata nel 1872 con lo scopo di fornire gli strumenti per essere "early makers"[16], attraverso 15 curriculm innovativi[16][17]
- Institut National des Sciences Appliquées (INSA)
  - istituto superiore d'ingegneria
- Istituto di studi politici di Lione
- École centrale de Lyon (ECL)
  - istituto superiore d'ingegneria, circa 1 500 studenti
- École pour l'informatique et les techniques avancées (EPITA)
- École pour l'informatique et les nouvelles technologies (EPITECH)
- ESME Sudria
- E-Artsup
- Institut polytechnique des sciences avancées (IPSA)
- Institut supérieur européen de gestion group (ISEG Group)
- Institut supérieur européen de formation par l'action (ISEFAC)
- Sup'Biotech
- Web@cademie

#### Altre istituzioni culturali
- L'Accademia di Lione risale all'epoca dell'Illuminismo.
- L'Osservatorio astronomico di Lione fu fondato nel 1878.

### Media

#### Stampa
Il primo quotidiano di Lione è stato Le Salut public, fondato nel 1848. Dal 1859 fu pubblicato anche Le Progrès, tuttora principale testata della città francese, poi seguita dal Lyon Républicain, uscito per la prima volta nel 1878 e dal Le Nouvelliste, edito dal 1879.

#### TV e radio
Lione è la sede di Euronews, rete televisiva paneuropea di informazione multilingue, che si è imposta, in Europa, come leader tra le emittenti all-news e di una Radio che si definisce come "la più ribelle tra tutte le radio" ("la plus rebelle des radios!"), "Radio Canut" (dal nome dei canuts, i tessitori di seta di Lione che il 21 novembre del 1831 si resero protagonisti dell'omonima rivolta).

### Arte
- Casa della danza
- Les Subsistances: Vecchi depositi trasformati in seminari creativi.
- Cinema: Rue du premier film, dove i fratelli Lumière hanno inventato il cinema nel 1895.
- Teatri: Il personaggio di Guignol è stato inventato a Lione da Laurent Mourguet.
- La friche: vecchi depositi industriali riconvertiti in un luogo di spazio libero per gli artisti.
- Il palazzo San Pietro o musée des beaux-arts - Una delle raccolte di dipinti e altre opere d'arte (arte antica, sculture, disegni, medaglie...) più ricche d'Europa.
- Il museo della civiltà gallo-romana - ricavato con un'architettura seminterrata nel sito del teatro antico. Tra i suoi reperti vi è anche il cosiddetto calendario di Coligny, il più esteso documento della scarsissima epigrafia celtica[18].
- Il museo africano, il più antico in Francia dedicato all'Africa.
- Il centro di storia della resistenza e della deportazione.
- Il Museo delle confluenze - museo di antropologia, scienze naturali e scienze della terra.
- La Sucrière - centro di arte contemporanea.
- Il museo di storia della medicina e della farmacia di Lione.
- Il museo dei tessuti e delle arti decorative.
- Il museo d'arte contemporanea.
- Il museo della stampa e della comunicazione grafica.
- L'istituto Lumière - museo che illustra la storia del cinema.
- Il museo della Automobile Henri Malartre - Situato a Rochetaillée-sur-Saône e che appartiene alla città di Lione.
- Il museo internazionale della miniatura - Su tre piani uno tra i più grandi al mondo, situato nel quartiere di St. Jean.
- Il museo dei pompieri di Lione.
- I musei Gadagne - Museo di storia di Lione e museo della marionetta.
- Il museo urbano Tony Garnier - dove è possibile ammirare l'urbanismo visionario di Tony Garnier.
- Il museo del cinema e delle miniature di Lione.

### Teatro
L'ente lirico di Lione è l'Opéra national de Lyon, che ha per sede principale l'Opéra Nouvel, la storica sala ridisegnata negli anni ottanta da Jean Nouvel.

### Cinema
A Lione sorgevano le officine fotografiche Lumières dove i geniali fratelli Lumière inventarono il cinematografo ed infatti il loro primo cortometraggio s'intitola L'uscita dalle officine Lumière.

### Gastronomia
Lione è considerata la capitale della cucina francese, ad esempio da Curnonsky.
La città sul Rodano non solo è la patria di molti piatti tradizionali francesi, ma è anche stata al centro della nouvelle cuisine poiché vicino a Lione si trova il ristorante gestito per decenni da Paul Bocuse.
Ecco i principali piatti della cucina lionese.

#### Antipasti
- La salade lyonnaise (insalata verde con pancetta, crostini di pane e uovo in camicia)
- I gratons (ciccioli)
- La rosette de Lyon (salame tipico)
- Le cervelas (würstel)
- Le jésus de Lyon (salame tipico)
- La zuppa di cipolla gratinata
- Le gâteau de foies de volaille (sformato di fegatini di pollo)

#### Piatti principali
- Boudin aux pommes (sanguinaccio con mele)
- Gratin de cardons (cardi gratinati)
- Quenelles de brochet (specie di cannelloni di luccio)
- Andouillettes (salsicce di stomaco e intestino di maiale)
- Criques
- Pommes dauphine (purea di patate mista a pasta per bignè salata)
- Foie de veau à la lyonnaise (fegato di vitello alla lionese)
- Sabodet (una specie di cotechino)
- Saucisson chaud à la lyonnaise (cotechino)
- Tripes (trippa)
- Coq au vin

#### Formaggi
- Saint-marcellin
- Saint-félicien
- Rigotte
- Cervelle de canut

#### Dolci
- Pogne de Romans (sorta di brioche dauphinoise con essenza di fiori d'arancio. Il nome viene dalla città Romans-sur-Isère, vicino a Lione)
- Coussin de Lyon o coussin de pâte d'amande, cuscino di Lione (dolcetti di pasta di mandorle con ripieno al cioccolato profumato al curaçao)
- Bugnes, una sorta di bignè tipici di Carnevale
- Papillote, gustosi dolcetti natalizi
- Matefaim, molto simili alle crêpe

#### Vini
- Côteaux-du-lyonnais
- Beaujolais
- Côtes-du-rhône

### Eventi
L'8 dicembre si celebra la Festa delle luci (Fête des Lumières). Gli abitanti mettono delle lanterne alle finestre delle loro abitazioni.
Inoltre artisti provenienti da tutto il mondo, con spettacolari giochi di luce, illuminano il centro storico e i monumenti più famosi della città.
Dal 1984 si tiene a Lione la Biennale della danza contemporanea. Dal 1989 si tiene a Lione ogni due anni il campionato mondiale di pasticceria.

## Geografia antropica

### Suddivisioni amministrative

#### Arrondissement
Lione è divisa in nove zone comunali chiamati arrondissement, creati a partire dal 1852 (da non confondere con l'arrondissement dipartimentale di Lione). L'organizzazione amministrativa della città è comparabile a quella di Parigi e di Marsiglia. La maggior parte delle zone, in passato, era identificata dal loro nome piuttosto che dal loro numero di zona.
- I arrondissement: Pentes de la Croix-Rousse, Les Terreaux, Saint-Vincent
- II arrondissement: Cordeliers, Bellecour, Ainay, Perrache et Confluent
- III arrondissement: La Part-Dieu, La Villette, Montchat
- IV arrondissement: La Croix-Rousse, Saint-Clair
- V arrondissement: Saint-Jean - Saint-Paul - Saint-Georges (Vieux-Lyon), Saint-Just, Fourvière, Le Point-du-Jour
- VI arrondissement: Les Brotteaux, Bellecombe
- VII arrondissement: La Guillotière, Gerland
- VIII arrondissement: Monplaisir, Le Bachut, Mermoz, Les États-Unis, Le Grand Trou
- IX arrondissement: Vaise, La Duchère, Saint-Rambert-l'Île-Barbe

### Comuni annessi successivamente alla città
- nel 1852:
  - La Croix-Rousse (attualmente IV arrondissement)
  - La Guillotière (attualmente III, VI, VII e VIII arrondissement)
  - Vaise (attualmente IX arrondissement)
- nel 1963:
  - Saint-Rambert-l'Île-Barbe (attualmente IX arrondissement)

## Economia
Lione e le sue regioni costituiscono un polo di sviluppo a livello europeo. La sua posizione di centro di comunicazione favorisce la sua attrazione e la sua irradiazione.
La regione di Lione ha una lunga tradizione di iniziative economiche e tecnologiche. Durante il Rinascimento era un grande centro bancario e editoriale, poi è diventata famosa nell'ingegneria meccanica e nella ricerca scientifica in medicina, fisica, virologia.
Tutti i settori industriali sono qui rappresentati, ma si possono mettere in evidenza molti settori nei quali Lione ha una reputazione internazionale: la meccanica, il tessile, la chimica, la farmacia e la salute. La città di Lione lavora in partenariato con gli attori pubblici locali, in particolare con la ADERLY (camera di commercio e d'industria di Lione), per facilitare la creazione e l'impianto delle imprese sul suo territorio.

## Infrastrutture e trasporti

### Trasporti urbani

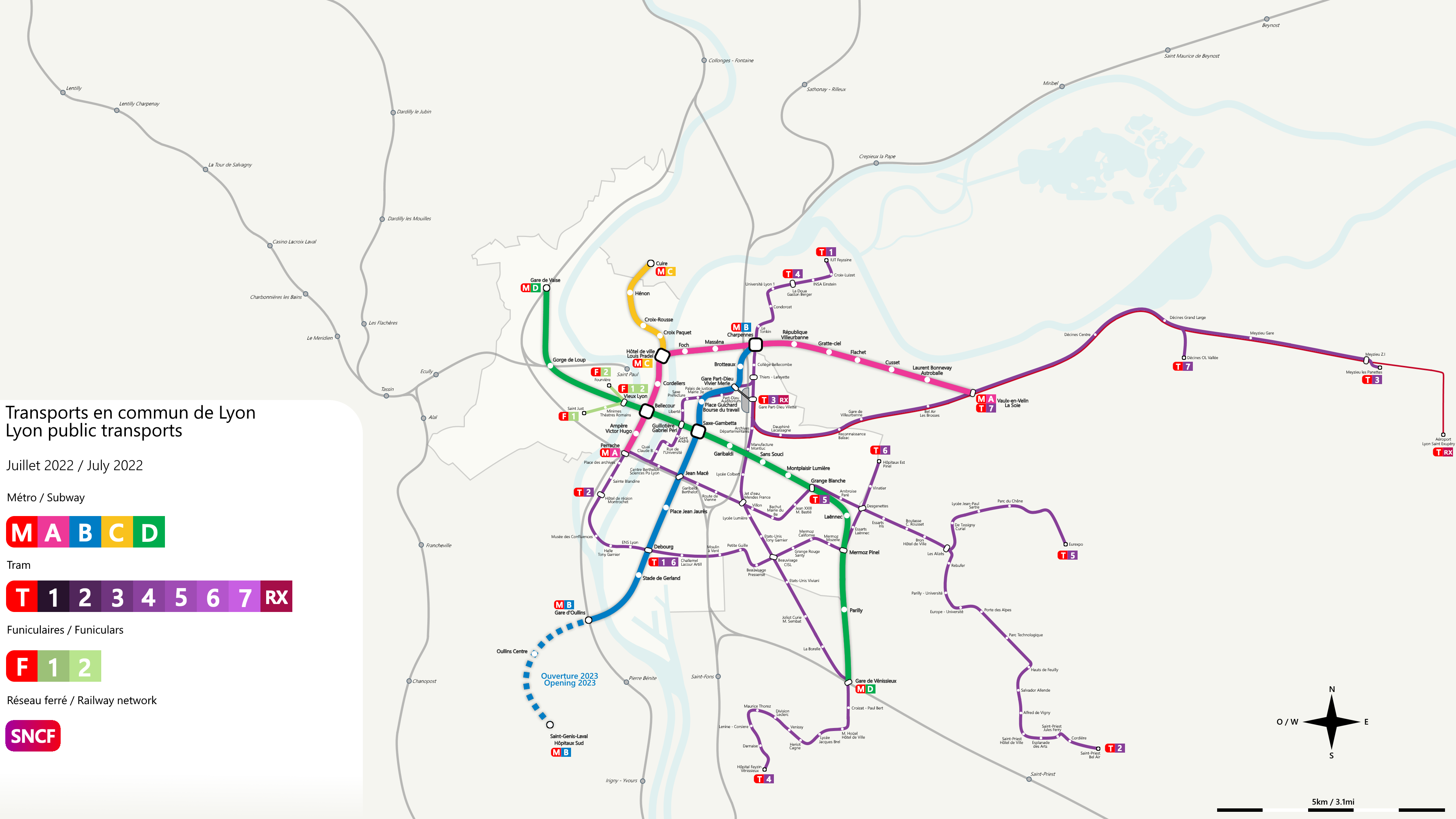
Trasporti di Lione

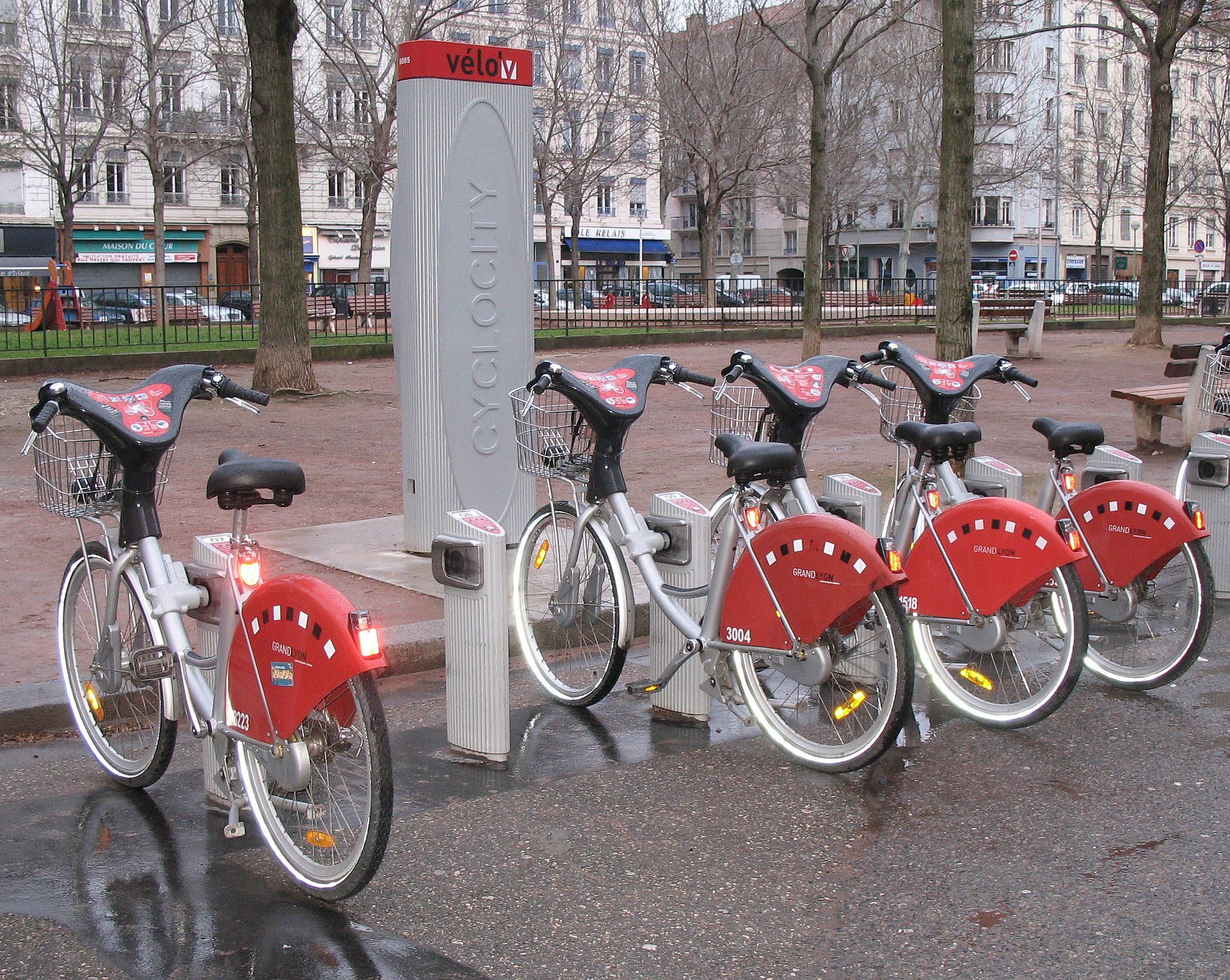
Stazione Vélo'v

La società Trasporti Comunali di Lione (TCL), che serve 62 comuni dell'agglomerato, costituisce la seconda rete di trasporto pubblico della Francia dopo quella della RATP parigina. La rete della TCL comprende:
- 11 linee ferroviarie (106 km), distribuite in 4 linee di metropolitana, 6 linee di tram e 2 linee di funicolare. Il 22 novembre 2019 è stata inaugurata una sesta linea di tram, con percorso che va da Debourg a Hôpitaux Est.
- 250 linee di superficie (2536 km), distribuite in 119 linee d'autobus, 7 linee di filobus, 19 linee di minibus e 105 linee d'autobus scolastico.
- dal 2005 è attivo l'innovativo servizio di bike sharing chiamato Vélo'v, uno dei primi in assoluto e spesso modello per altri progetti simili: biciclette disposte in stazioni tecnologicamente avanzate in tutto il centro della città, disponibili 24 ore su 24, facilmente noleggiabili con una economica tessera settimanale o annuale.
- dal 2010 è attivo un servizio di navetta tramite tram, che collega l'aeroporto Saint-Exupéry con il centro della città.

### Trasporto fluviale
I fiumi Saona e Rodano a valle di Lione sono vie navigabili. Il porto fluviale di Lione, denominato Port Édouard Herriot, è situato nella zona di Gerland.

### Strade
Lione è conosciuta per la sua posizione chiave tra Nord e Sud, e per questo si tratta anche di un nodo stradale molto importante:
- autostrada A6 verso il Nord (Parigi, Digione, Mulhouse)
- autostrada A7 verso il Sud (Vienne, Valence e Marsiglia)
- autostrada A42 verso Ginevra e Chamonix-Mont-Blanc.
- autostrada A43 verso Chambéry, il tunnel del Fréjus e Grenoble.
- autostrada A47 verso Saint-Étienne e la Haute Loire.
- autostrada A89 verso Clermont-Ferrand e Bordeaux
- nazionale 6 verso l'Italia (Collegamento del Mont-Cenis, Alpi) e verso Parigi via Bourgogne al Nord.
- nazionale 7 verso la valle del Rodano e l'Italia (Collegamento della Costa Azzurra) e verso Parigi via Bourbonnais al Nord.
- nazionale 83 verso Bourg-en-Bresse, la Franca Contea e Strasburgo.
- nazionale 84 verso Ginevra
- nazionale 89 verso Clermont-Ferrand e Bordeaux.
- nazionale 86 verso Nîmes costeggiando il fiume Rodano.

### Ferrovie
La messa in servizio del TGV nel 1981 ha gradualmente cambiato le comunicazioni interregionali. Dopo il successo della nuova linea verso il Nord e la capitale, e della linea verso il Mar Mediterraneo si è decisa la costruzione della linea TGV tra Lione e Torino, che dovrebbe facilitare il superamento delle Alpi.
Il proseguimento a sud fino a Lione della linea di TGV Reno-Rodano è in progetto da molti anni, ma il suo finanziamento non è fissato.
La principale stazione ferroviaria della città è Lione-Part-Dieu, posta ad est del centro e tra le più trafficate di Francia. La città è altresì servita dalle stazioni di Perrache, Vaise, Saint-Paul, Gorge de Loup e Jean Macé.

### Aeroporti
Lione è attualmente servita da due aeroporti, entrambi gestiti dalla società Aéroports de Lyon.
- L'aeroporto principale è Lione Saint Exupéry, in precedenza chiamato Lione Satolas (dal nome della località in cui è situato). È stato così intitolato nel 2000 nel centenario della nascita di Antoine de Saint-Exupéry, nativo di Lione e autore del celeberrimo romanzo Il piccolo principe. È il quarto aeroporto francese per traffico passeggeri, ed è un importante scalo di coincidenze. Dispone di una moderna stazione per treni TGV.
- Il secondo aeroporto è Lione-Bron (dal nome della località in cui è situato). Fino al 1975 era l'aeroporto di Lione, poi sostituito da Lione Saint Exupéry. È attualmente il terzo aeroporto d'affari francese dopo Parigi-Le Bourget e Cannes-Mandelieu.

## Amministrazione

### Gemellaggi
- Birmingham, dal 1951
- Milano, dal 1967[22]
- Yokohama, dal 1959
- Curitiba
- Francoforte sul Meno, dal 1960
- Saint Louis, dal 1975
- Canton, dal 1988
- Mykolaïv
- Be'er Sheva, dal 1980
- Bengasi, dal 2011
- Sétif, dal 1996
- Tunisi, dal 1999
- Kutaisi, dal 2006

### Memorandum d'intesa
- Craiova, dal 1992[23]
- Erevan, dal 1992

### Patti di amicizia
- Minsk, dal 1976
- Lipsia, dal 1981

### Volontà comune di riunire le persone
- Göteborg
- Tangeri

### Protocollo per lo scambio e la cooperazione
- Łódź

## Sport

### Calcio
L'Olympique Lyonnais è tra le squadre più titolate di Francia e di rilievo anche a livello europeo. Dalla stagione 2001-2002 ha vinto consecutivamente sette campionati di Ligue 1, stabilendo un record europeo, e negli anni successivi si è affermata a livello continentale partecipando alla UEFA Champions League. Ha vinto anche cinque Coppe di Francia. I suoi colori sociali sono il bianco con bordi rossi e blu e gioca al Parc Olympique Lyonnais.

### Rugby
Il Lyon Olympique Universitaire (LOU Rugby), fondato nel 1896, è il più importante club di rugby della città. Nel corso della sua storia ha vinto due titoli francesi. Gioca le sue partite allo Stade de Gerland.

### Basket
Nella LNB Pro A e in Eurolega, Lione è rappresentata dal Lyon Villeurbanne che ha nel suo palmarès ben 17 titoli nazionali. Gioca le sue partite all'Astroballe di Villeurbanne, capace di 5 000 spettatori.